# Vipa

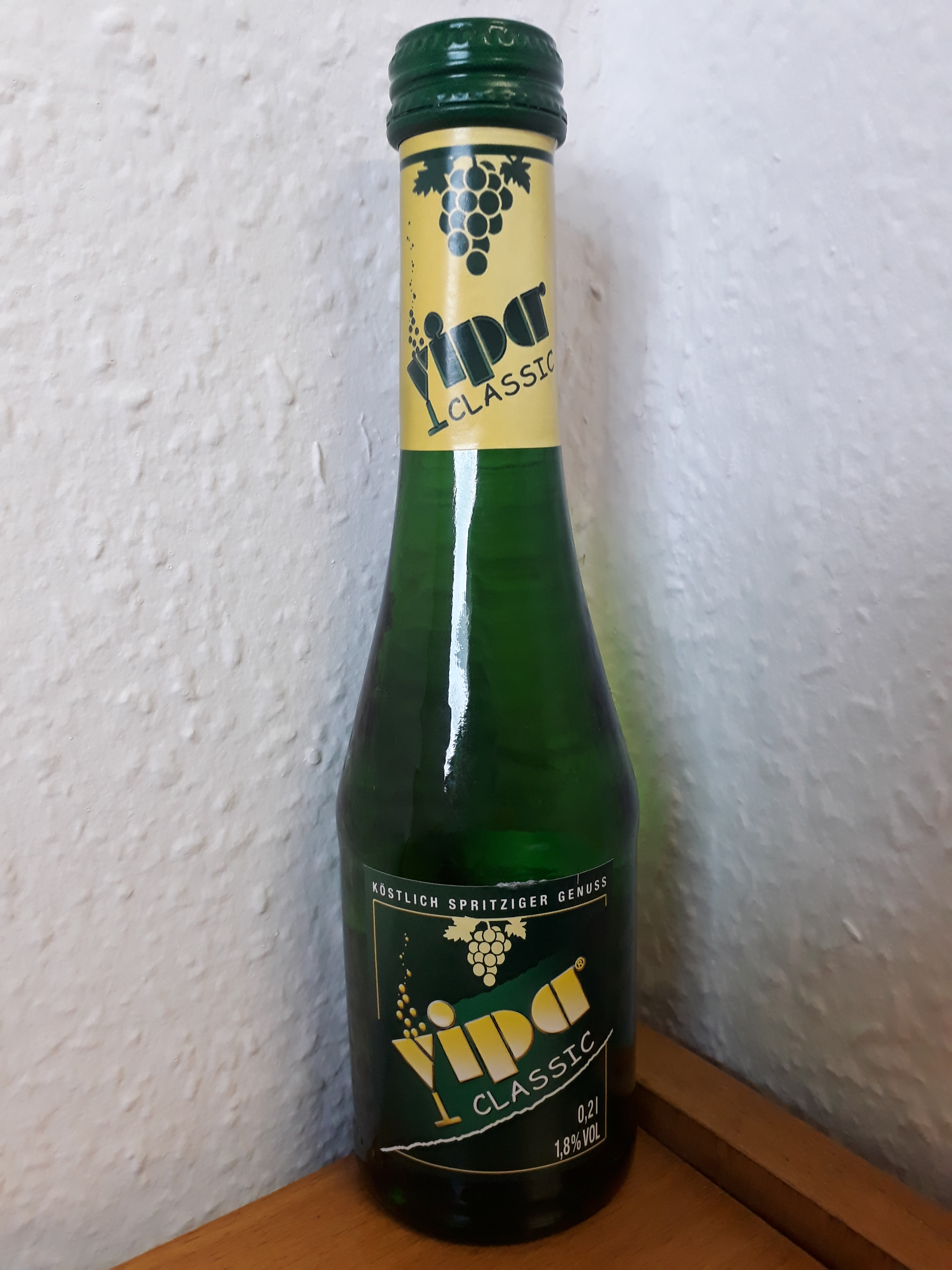
Vipa Classic

Vipa ist der Name eines weinhaltigen Kohlensäuregetränks aus der DDR. Es enthält etwa 20 Prozent Weißwein, Mineralwasser sowie Zucker, natürliche Essenzen von acht Kräutern, wie beispielsweise Veilchenwurzel, sowie Tee-Extrakt. Der Alkoholgehalt liegt bei 1,8 Prozent. Die Abgabe erfolgte in Flaschengrößen von 0,75 und 0,2 Liter. 

## Geschichte
Ein Berliner Apotheker hatte das genannte Mixgetränk im Jahr 1959 erfunden. Anfang der 1960er-Jahre wurde das Rezept als Patent des VEB Weinverarbeitung anerkannt. In Frankfurt (Oder) hatte der 1947 gegründete Betrieb Wigra – Wilhelm Graßmann KG, Spirituosenfabrik einen Teil der Produktion übernommen. Nach dessen Verstaatlichung erfolgte die Herstellung weiterhin in Frankfurt, der nun ein Betriebsteil des VEB Bärensiegel Berlin geworden war. In den 1960er- und 1970er-Jahren wurden bis zu 35 Millionen Flaschen jährlich verkauft.
Ein weiterer Produzent von Vipa war die Schultheiß-Brauerei Prenzlauer Berg in Berlin. Nach der erfolgreichen Marktetablierung kam eine Variante mit Rotwein namens Virola in den Verkauf. 
Mit der Abwicklung des Betriebes Bärensiegel ab 1992 verschwanden Vipa und Virola aus dem Angebot. Seit 1995 gibt es die Vipa wieder zu kaufen, allerdings weniger süß. Im Jahr 2003 wurden rund 3,5 Millionen Flaschen verkauft. Hersteller ist nun die Hanse Sektkellerei Wismar GmbH, abgefüllt wird in Flaschen zwischen 200 ml und 0,75 l.